# Morsbronn-les-Bains
Morsbronn-les-Bains (deutsch Bad Morsbronn, bis 1945 nur Morsbronn, historisch auch Morsfelt) ist eine französische Gemeinde mit 680 Einwohnern (Stand 1. Januar 2021) im Département Bas-Rhin in der Region Grand Est (bis 2015 Elsass). Morsbronn-les-Bains ist Mitglied des Gemeindeverbandes Communauté de communes Sauer-Pechelbronn.

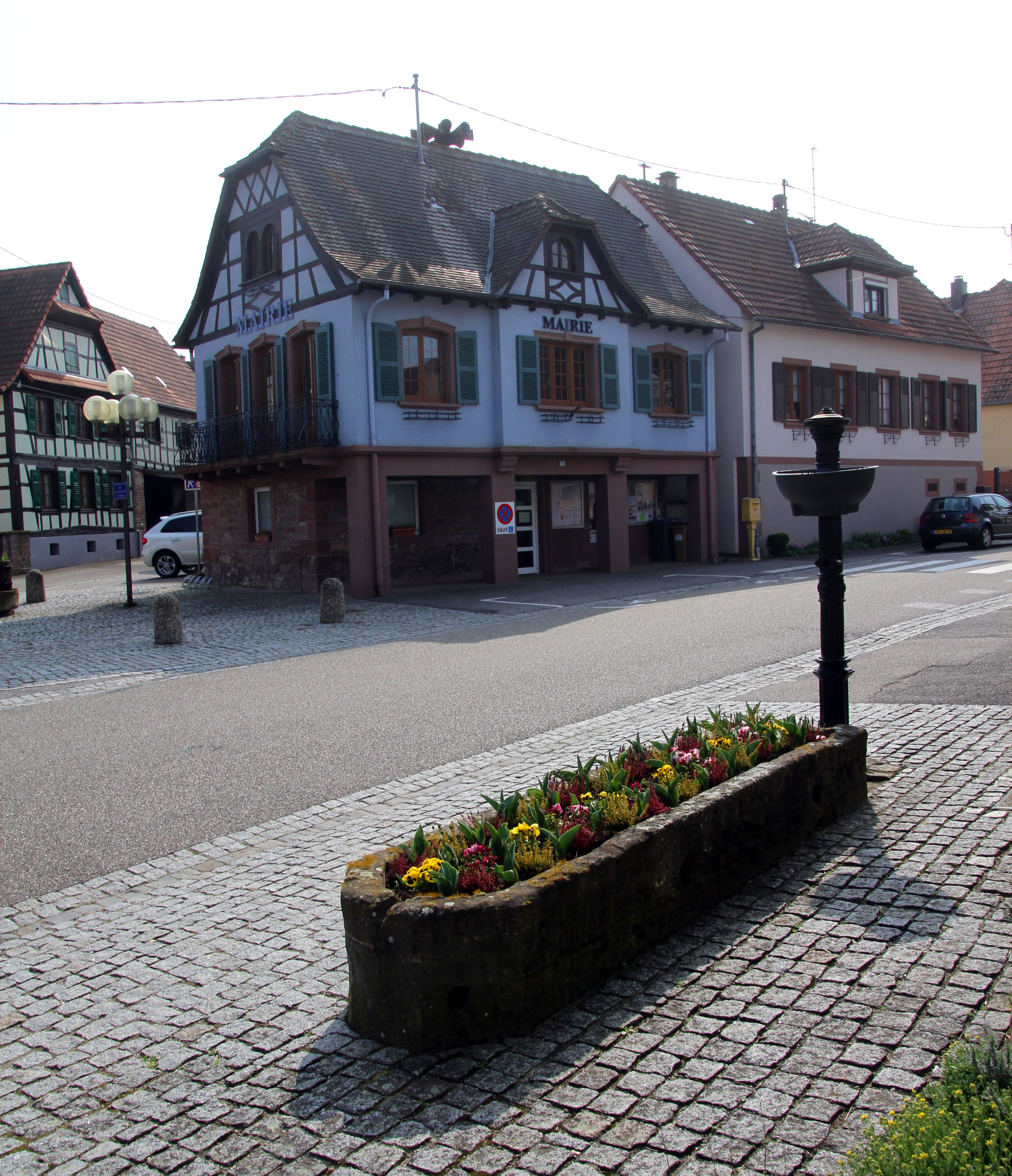
Mairie (Rathaus)

## Geografie
Die Ortschaft liegt im Gebiet der in Frankreich so genannten Nordvogesen und teilweise im Biosphärenreservat Pfälzerwald-Vosges du Nord.

## Geschichte

### Mittelalter
Morsbronn war ein Lehen des Bischofs von Straßburg an die Herren von Lichtenberg. Die Erstbelehnung erfolgte 1301. Morsbronn war ein Teil eines Lehens, dessen Mittelpunkt die Burg Schöneck bildete. In der Herrschaft Lichtenberg war Morsbronn dem Amt Wörth zugeordnet, das im 13. Jahrhundert entstanden war. 1335 wurde eine Landesteilung zwischen der mittleren und der jüngeren Linie des Hauses Lichtenberg durchgeführt. Morsbronn fiel dabei an die Nachkommen des früh verstorbenen Johann III. von Lichtenberg, die die mittlere Linie des Hauses begründeten.
Als 1480 mit Jakob von Lichtenberg das letzte männliche Mitglied des Hauses verstarb, wurde das Erbe zwischen seinen beiden Nichten, Anna und Elisabeth, geteilt. Anna hatte Graf Philipp IV. von Hanau (1514–1590) geheiratet, Elisabeth von Lichtenberg (* 1444; † 1495) Simon IV. Wecker von Zweibrücken-Bitsch. Das Amt Wörth – und damit auch Morsbronn – kamen bei der Teilung zu Zweibrücken-Bitsch.

### Neuzeit
1570 kam es zu einem weiteren Erbfall, der das Amt Wörth zur Grafschaft Hanau-Lichtenberg brachte: Graf Jakob von Zweibrücken-Bitsch (* 1510; † 1570) und sein schon 1540 verstorbener Bruder Simon V. Wecker hinterließen nur jeweils eine Tochter als Erbin. Die Tochter des Grafen Jakob, Margarethe (* 1540; † 1569), war mit Philipp V. von Hanau-Lichtenberg (* 1541; † 1599) verheiratet. Zu dem sich aus dieser Konstellation ergebenden Erbe zählte auch die zweite, nicht bereits durch Hanau-Lichtenberg regierte, Hälfte der ehemaligen Herrschaft Lichtenberg. Philipp V. von Hanau-Lichtenberg führte in den ererbten Gebieten sofort die Reformation durch, die wie sein übriges Herrschaftsgebiet nun lutherisch wurden.
Mit der Reunionspolitik Frankreichs unter König Ludwig XIV. kamen das Amt Wörth und Morsbronn unter französische Oberhoheit. Nach dem Tod des letzten Hanauer Grafen, Johann Reinhard III., fiel das Erbe – und damit auch Morsbronn – 1736 an den Sohn seiner einzigen Tochter, Charlotte, den Erbprinzen und späteren Landgrafen Ludwig (IX.) von Hessen-Darmstadt. Mit dem durch die Französische Revolution begonnenen Umbruch wurde das Amt Wörth Bestandteil Frankreichs und in den folgenden Verwaltungsreformen aufgelöst.
Am 6. August 1870, während des Deutsch-Französischen Krieges, wurde in der Schlacht bei Woerth die französische Kavalleriebrigade Michel bei einer Attacke zuerst durch die preußische Artillerie dezimiert und dann im Dorf Morsbronn durch das Gewehrfeuer der in den Häusern verschanzten Preußen vernichtet. Während durch den folgenden Todesritt der Brigade Bonnemain der Rückzug der Franzosen gedeckt werden konnte, war das Opfer der Kürassiere in Morsbronn letztlich nutzlos.

### Bevölkerungsentwicklung
| Jahr      | 1798 | 1962 | 1968 | 1975 | 1982 | 1990 | 1999 | 2007 | 2017 | 2019 |
| Einwohner | 375  | 511  | 814  | 541  | 540  | 585  | 522  | 576  | 695  | 684  |

## Das Mineralbad
Im Jahr 1882 entdeckte man in Merkwiller-Pechelbronn eine neue Erdölquelle. Joseph Vogt, ein Industrieller aus dem Süd-Elsass, erwarb eine Konzession, in der Nähe von Morsbronn nach Erdöl zu suchen. Nach vielen erfolglosen Bohrungen fand man 1904 in der Nähe von Froeschwiller heißes Mineralwasser von 40 ℃ in einer Tiefe von 400 m mit einer Menge von ca. 1500 Liter pro Minute. Ein lokaler Hotelier schlug vor, eine provisorische Badeanstalt einzurichten. 1907 errichtete man die ersten festen Bauten und 1922 wurde das Hotel Thermal eröffnet. Diese Gebäude steht heute noch neben dem modernen Neubau. 1929 wurde Morsbronn offiziell zum Badeort erklärt: Morsbronn-les-Bains. Nach dem Krieg übernahm die französische Sozialversicherung (Caisse régional d‘Assurance maladie die Strasbourg) den Badebetrieb. 1960 wurde das neue Therapiegebäude erbaut, mehr als 6000 Patienten wurden pro Jahr behandelt. 2014 kaufte die private Gruppe ValVital, die Bäder in ganz Frankreich betreibt, die Anlagen.

## Sehenswürdigkeiten

Kirche Allerheiligen

- Kirche Allerheiligen
- Freizeitpark Didi’Land